# Bijszk
Bijszk (oroszul: Бийск) város Oroszország ázsiai részén, az Altaji határterületen. Járási székhely, Barnaul után a határterület második legnépesebb városa.
Lakóinak száma: 231 172 fő (2002-ben), melyből 219 064 orosz, 2 601 ukrán, 2 063 német, 1 024 azeri, 968 tatár, 789 cigány, 732 kumundi, 725 fehérorosz, 593 örmény stb. 210 115 fő (a 2010. évi népszámláláskor).

## Fekvése
Délnyugat-Szibériában, a Bija folyó partján fekszik, 20 km-re a Katuny és a Bija találkozásától. A város nagyobbik része a folyó jobb parti teraszára, egy kisebb része a sík bal partra épült, a két városrészt közúti híd köti össze. A Tyeleckoje-tóból eredő Bija tavaszi árvize gyakran nagy területeket elönt, 2006-ban például vízszintje közel két méterrel haladta meg a kritikusnak tartott szintet.
A város távolsága közúton Barnaultól 163 km, Novoszibirszktől 356 km. Fekvése miatt gyakran az Altaj kapujának nevezik, általában ez volt a kiindulópontja a hegységet kutató tudományos expedícióknak is.

## Történeti áttekintés
I. Péter cár parancsára 1709-ben a két folyó találkozásánál erődöt létesítettek, melyet egy évvel később nomád dzsungár fegyveresek leromboltak. 1718-ban a város mai helyén, a Bija jobb partján építették fel az új erődöt, mely a Kuznyeck és Uszty-Kamenogorszk között húzódó védelmi vonal legfontosabb erőssége lett. Kezdetben a Tobolszki-, később a Kolivanyi-, majd 1804-től a Tomszki kormányzósághoz tartozott. Először 1782-ben lett város, ezt a státust később kétszer is visszavonták, majd újra megkapta, utoljára 1827-ben. Miután a 19. században erődjét lebontották, a városban fellendült a kereskedelem, gyárak létesültek. A 19-20. század fordulóján gőzmalma, téglagyára, szövőgyára, bőr-, fa- és fémfeldolgozó üzemei, szeszfőzdéi voltak.
1925-től a Szibériai határterülethez tartozott, 1937-től az Altaj határterület része. 1941-ben az európai országrészből több nagy gépgyárat telepítettek ide, melyek a háború után az ipar, főként a hadiipar legfontosabb bázisai lettek.

### Gazdaság
Az ipar legfontosabb ágazatai a hadiipar és az ahhoz is kapcsolódó gépgyártás, műszer- és vegyipar. A Szovjetunió felbomlása után az állami megrendelések elmaradása súlyosan érintette a gazdaságot, főként a hadiipar vállalatait. Ezeket később többé-kevésbé sikerült békésebb termékek gyártására átállítani (ez az ún. konverzió), illetve kisebb, könnyen alkalmazkodó vállalatokká átalakítani.
Az Altaj vállalatcsoport stratégiai fontosságú rakéták, rakétahajtóművek, szilárd hajtóanyagok, robbanó- és más különleges anyagok, kutatásigényes technológiák fejlesztésével foglalkozik. Elődjét mint tudományos kutató intézetet hívták életre 1958-ban, mely fokozatosan a város meghatározó „tudományos és termelő egyesülése” lett. Többek között itt fejlesztették ki az ún. SS-rakéták egyes típusait is. A vállalatcsoport titkos kísérleti telepén történt 2007 márciusában az a robbanás, amely halálos áldozatot is követelt. A konverzió eredményeként számos kisebb vállalattá szervezték át, holding formájában működik.
Részben a hadiiparhoz is kötődő további fontos iparvállalatok:
- Szibpribormas: műszer- és gépgyártás
- Polieksz: (korábbi nevén: Bijszki Vegyikombinát) a konverzó után különféle cellulózt, zománc- és festékárut, vadásztöltényeket állít elő
- Az ún. oleum- (kénsav-) gyár
- Szpecavtomatika: tűz-, robbanás- és elektromos biztonsági berendezések fejlesztése, gyártása.
- Altajvitamin: a régió legnagyobb és az ország egyik vezető gyógyszergyára; többek között helyi növényi alapanyagból (pl. európai homoktövis, vörös áfonya) készít korszerű vitaminkészítményeket

A város 2005-ben a központi kormánytól ún. tudományváros státust kapott (az országban tizedikként).

### Közlekedés
A Transzszibériai vasúttól Bijszkig leágazó szárnyvonalat 1915-ben nyitották meg, de a személykocsikból álló első szerelvény csak 1928-ban indult el. A városnak folyami kikötője és kisebb gépek fogadására alkalmas repülőtere (ICAO: UNBI) van. Novoszibirszkkel országos jelentőségű autóút, az ún. csujai főút (M-52) köti össze, mely az Altaj hegyein át a várostól 617 km-re lévő orosz-mongol határig vezet. Egy másik fontos autóút a turistaszezon idején szintén viszonylag jelentős forgalmat bonyolít le, végpontja a Tyeleckoje-tó.

### Kultúra, felsőoktatás
Bijszk 1939-ben alapított tanárképző főiskoláját 2000-ben egyetemi rangra emelték, jelenleg 12 tanszékkel működik. Műszaki főiskolája Barnaul állami műszaki egyetemének fiókintézményeként jött létre 1959-ben, hat tanszéke van.
Állandó színháza 1943-ban alakult, a város egyik legszebb épületében, melyet 1914-1916 között emeltek. Helytörténeti múzeumát 1920-ban, központi könyvtárát 1900-ban alapították. A könyvtár és az egyetem egyaránt Vaszilij Suksin (1929-1974) író, színész, filmrendező nevét viseli, aki a Bijszk melletti Szrosztki falu szülötte volt.
A városnak történelme során három Mennybemenetel-temploma volt. Az első fából készült 1774-ben. 25 évvel később szentelték fel az újabb templomot, a bijszki erőd első kőből (téglából) emelt épületét. 1903-ra megépült a ma is álló Mennybemenetel-katedrális (Успенский собор), a régi felújítását pedig egyre halogatták, a szovjet időszakban, 1928-ban lebontották.